# Brachylomia
Brachylomia là một chi bướm đêm thuộc họ Noctuidae.

## Các loài
- Brachylomia algens (Grote, 1878) (đồng nghĩa Brachylomia onychina (Guenée, 1852))
- Brachylomia cascadia J.T.Troubridge & Lafontaine, 2007
- Brachylomia chretieni (Rothschild, 1914)
- Brachylomia curvifascia (Smith, 1891)
- Brachylomia discinigra (Walker, 1856)
- Brachylomia discolor Smith, 1904
- Brachylomia elda (French, 1887)
- Brachylomia incerta Köhler, 1952
- Brachylomia obscurifascia J.T.Troubridge & Lafontaine, 2007
- Brachylomia pallida J.T.Troubridge & Lafontaine, 2007
- Brachylomia populi (Strecker, 1898)
- Brachylomia pygmaea (Draudt, 1950)
- Brachylomia rectifascia (Smith, 1891)
- Brachylomia sierra J.T.Troubridge & Lafontaine, 2007
- Brachylomia thula (Strecker, 1898)
- Brachylomia uralensis (Warren, 1910)
- Brachylomia viminalis – Minor Shoulder-Knot (Fabricius, 1777)